# غوستاف وايتهيد
غوستاف وايتهيد (بالإنجليزية: Gustave Whitehead) (اسمه عند الولادة: غوستاف ألبين وايسكوبف؛ 1 يناير 1874 – 10 أكتوبر 1927) كان رائد طيران هاجر من ألمانيا إلى الولايات المتحدة حيث صمم وبنى الطائرات الشراعية، والآلات الطائرة، والمحركات بين عامي 1897 و1915. يحيط الجدل بمنشوراته المكتوبة وادعاءاته بأنه طار بواسطة آلة مزودة بمحرك بنجاح عدة مرات في عامي 1901 و1902، سابقًا الرحلات الطيرانية الأولى التي قام بها الأخوان رايت عام 1903. تأتي سمعة وايتهيد بمعظمها من مقالة في صحيفة يومية كُتبت كتقرير شاهد عيان تصف طيرانه الناجح بآلة ذات محرك في كونيتيكت يوم 14 أغسطس 1901. تتضمن المقالة أيضًا رسمةً للطائرة أثناء طيرانها. رددت أكثر من مئة صحيفة في الولايات المتحدة وحول العالم المعلومات الواردة في هذه المقالة. كتبت عدة صحف محلية كذلك عن تجارب طيران أخرى أجراها وايتهيد عام 1901 وفي الأعوام اللاحقة. وُصفت أو ذكرت تجارب وتصاميم وايتهيد للطائرات في مقالات مجلة ساينتيفيك أميريكان وفي كتاب صادر عام 1904 عن التقدم الصناعي. لكن الاهتمام بصورته العامة تلاشى نحو عام 1915 وتوفي نسبيًّا دون اهتمام عام 1927.
في ثلاثينات القرن العشرين، أكدت مقالة في مجلة وكتاب أن وايتهيد قام برحلات طيران مزودة بمحرك في عامي 02-1901، ويتضمن الكتاب تصريحات من أشخاص قالوا بأنهم شاهدوا بأنفسهم عدة رحلات طيران لوايتهيد قبل عقود. أشعلت هذه التصريحات شرارة النقاش بين الباحثين، والعلماء، والمهتمين بالطيران، وحتى أورفيل رايت تساءل إذا ما كان وايتهيد السباق في رحلات الطيران المقادة بمحرك. تجاهل الاتجاه السائد بين المؤرخين ادعاءات طيران وايتهيد، لكن أبحاثًا لاحقة دعمت تلك الادعاءات، من بينها كتب طُبعت في أعوام 1966، 1978، 2015.
درس الباحثون طائرة وايتهيد وحاولوا تقليدها. منذ ثمانينات القرن العشرين بنى المتحمسون للطيران في الولايات المتحدة وألمانيا وطاروا بواسطة نسخ عن آلة وايتهيد «رقم 21» باستخدام محركات ومراوح حديثة.

## طفولته وعمله
ولد وايتهيد في لويترزهاوزين، بافاريا، كثاني أبناء كارل وايسكوبف وزوجته بابيتا. أظهر اهتمامه بالطيران منذ طفولته، إذ كان يجري التجارب على الطائرات الورقية ويفعل ما يؤهله لاستحقاق لقبه «الطيار». كان هو وصديقه يمسكان الطيور ويحبسانها ليتعلما كيف تطير، وهو ما منعتهما الشرطة من القيام به عند سماعهم بالخبر.
توفي والداه في عامي 1886 و1887، عندما كان طفلًا. تدرب ليصبح ميكانيكيًا وسافر إلى هامبورغ، حيث أُجبر في عام 1888 على الانضمام لطاقم سفينة مبحرة. عاد بعد عام إلى ألمانيا ثم ارتحل مع عائلة على البرازيل. ذهب إلى البحر مرة أخرى لبضع سنوات، متعلمًا المزيد عن الرياح والطقس وطيران الطيور.
وصل وايسكوبف إلى الولايات المتحدة عام 1893. سرعان ما ترجم اسمه إلى الإنجليزية ليصبح غوستاف وايتهيد (فايسكوبف كلمة ألمانية تعني الرأس الأبيض). وظف صانع الألعاب النيويوركي إ. ج. هورسمان وايتهيد لبناء وتشغيل طائرات ورقية دعائية ونماذج طائرات شراعية. خطط وايتهيد أيضًا لإضافة محرك لدفع إحدى طائراته الشراعية. في عام 1894، كان وايتهيد في بوسطن حيث أجرى التجارب على الطائرات الشراعية والطائرات الورقية والنماذج، وعمل في محطة الطقس في هارفارد التي تستخدم الطائرات الورقية.
في عام 1896، وُظف وايتهيد كميكانيكي لصالح جمعية بوسطن للملاحة الجوية. بنى مع ألبرت ب. سي. هورن طائرة شراعية من النوع الذي صممه ليلينثال وبنيا أيضًا طائرةً خفاقة. أجرى وايتهيد رحلات جوية قليلة قصيرة باستخدام الطائرة الشراعية، لكنه لم ينجح في تطيير الطائرة الخفاقة. وأيضًا في عام 1896، وظف صموئيل كابوت، العضو المؤسس في الجمعية، وايتهيد والنجار جيمز كروويل لبناء طائرة شراعية من طراز طائرات ليلينثال. صرح كابوت للجمعية بأن التجارب على هذه الطائرة الشراعية لم تلاقِ نجاحًا.

## ادعاءات بالطيران المقاد بمحرك

### 1899
وفقًا لشهادة أدلى بها لويس دارفّاريتش عام 1934، وهو صديق وايتهيد، قام كلاهما برحلة طيران استمرت لنصف ميل تقريبًا في حديقة شينلي في بيتسبورغ في أبريل أو مايو من عام 1899. قال دارفّاريتش إنهما طارا على ارتفاع 20 إلى 25 قدم (6.1 إلى 7.6 متر) في طائرة أحادية المروحة تعمل على البخار وأنهما اصطدما ببناء قرميدي. قال دارفّاريتش إنه كان يوقد مرجل الطائرة على متنها وأنه تعرض لحروق شديدة نتيجة الحادثة، ما تطلب ذهابه على المشفى لعدة أسابيع. منعت الشرطة وايتهيد جراء هذا الحادث من إجراء أي تجارب إضافية في بيتسبورغ. صرف مؤرخ الطيران ويليام ف. تريمبل النظر عن هذه الرواية مشيرًا إلى عدم وجود أدلة معاصرة عليها، واصفًأ إياها عام 1982 أنها حالة «مخيلات خصبة». قال تريمبل أن طريقة التحكم التي اقترحها وايتهيد -إزاحة وزن الجسم- كانت غير كافية للتحكم بطائرة مزودة بمحرك، ولا يمكن لمحطة الطاقة البخارية العاملة على الفحم المفترضة تلك امتلاك الاستطاعة الكافية لرفع نفسها عن الأرض. اقتبست صحف بيتسبورغ اليومية في ديسمبر عام 1899 عن وايتهيد أنه كان ما يزال يبني طائرةً، مع أنه قال إنه طار في بوسطن. ادعى مؤرخ محلي عام 2015 أن أبحاثه كشفت دلائل على رحلة طيران 1899 المزعومة.
سافر وايتهيد ودارفّاريتش إلى بريدجبورت، كونيتيكت ليجدا عملًا في مصنع.

### 1901
ظهرت صور مع وصف لطائرة وايتهيد في عدد مجلة ساينتيفيك أميريكان في يونيو عام 1901، مع تصريح بأن «آلة طيران حديثة» اكتمل بناؤها حديثًا، وكانت «الآن جاهزةً للتجارب الأولية».
قال وايتهيد إنه جرب طائرته التي تعمل بدون طيار في الثالث من مايو، وفقًا لتقرير إحدى الصحف. قال إن الآلة حملت في أول اختبار كومة رمل وزنها 220 باوندًا وطارت لارتفاع 40 إلى 50 قدمًا أو ثُمن ميل (201 مترًا). قال وايتهيد إن الآلة في الاختبار الثاني طارت لمسافة نصف ميل (805 مترًا) لدقيقة ونصف قبل الاصطدام بشجرة. ذكر التقرير أن آندرو سيلي ودانييل فّاروفّي كانا داعمي وايتهيد الماليين ومساعديه. عبر وايتهيد عن رغبته بالاحتفاظ بسر مكان أي تجارب مستقبلية لتجنب اجتذاب حشود جماهيرية يمكن أن تصدر «حكمًا آنيًّا بالفشل».
الحدث الطيراني الذي شهر وايتهيد أكثر من غيره قيل إنه حدث في فيرفيلد، كونيتيكت، في 14 أغسطس 1901 ووُصف مطولًا في مقال صدر في طبعة 18 أغسطس 1901 من صحيفة بريدجبورت هيرالد الأسبوعية. نصت المقالة، المكتوبة كتقرير شاهد عيان، على أن وايتهيد قاد طائرته رقم 21 في رحلة طيران متحكم بها مقادة بمحرك لنصف ميل، وصولًا لارتفاع 50 قدم (15 متر)، وهبط بها هبوطًا آمنًا. المقالة غير الموقعة باسم تُنسب عادةً إلى الصحفي ريتشارد هاويل، الذي أصبح فيما بعد محرر الصحيفة. رحلة الطيران، إن حدثت فعلًا، سبقت أولى رحلات طيران الأخوين رايت قرب كيتي هوك عام 1903 بأكثر من سنتين، وتفوقت على أفضلها، التي دامت لمسافة 852 قدمًا (260 مترًا) على ارتفاع نحو 10 أقدام (3.0 مترًا).
أُرفقت المقالة برسم، ينسبه ايضًا بعض الباحثون المهتمين بوايتهيد إلى هاويل، يظهر الطائرة أثناء طيرانها. يُزعم أن الرسم مبني على صورة فوتوغرافية، لم يُثبت وجودها. أعيد نشر معلومات من هذه المقالة في نيويورك هيرالد، وبوسطون ترانسكريبت، والواشنطن تايمز، التي نشرتها في 23 أغسطس عام 1901. في الأشهر التالية، نشرت عشرات الصحف حول العالم مقالات تذكر الطيران المزعوم أو نشاطات أخرى متعلقة بالطيران أجراها وايتهيد.